# Condado de Clay (Virginia Occidental)
El condado de Clay (en inglés: Clay County), fundado en 1858, es uno de los 55 condados del estado estadounidense de Virginia Occidental. En el año 2000 tenía una población de 10.330 habitantes con una densidad poblacional de 12 personas por km². La sede del condado es Clay.

## Geografía
Según la Oficina del Censo, el condado tiene un área total de 891 km² (344 mi²), de la cual 888 km² (342,9 mi²) es tierra y 3 km² (1,2 mi²) (0,41%) es agua.

### Condados adyacentes
- Condado de Calhoun - norte
- Condado de Braxton - noreste
- Condado de Nicholas - sureste
- Condado de Kanawha - oeste
- Condado de Roane - noroeste

### Carreteras
- Interestatal 79
- Ruta de Virginia Occidental 4
- Ruta de Virginia Occidental 16
- Ruta de Virginia Occidental 26
- Ruta de Virginia Occidental 36

## Demografía
En el 2000 la renta per cápita promedia del condado era de $22 120, y el ingreso promedio para una familia era de $27 137. En 2000 los hombres tenían un ingreso per cápita de $30 161 versus $16 642 para las mujeres. El ingreso per cápita para el condado era de $12 021. Alrededor del 27,50% de la población estaba bajo el umbral de pobreza nacional.

## Comunidades

### Pueblo
- Clay

### Pueblos y comunidades no incorporadas
| - Adonijah - Bentree - Bickmore - Big Otter - Booger Hole* - Clay Junction - Dille - Duck - Floe - Fola - Glen - Hartland - Independence - Indore - Ivydale | - Little Italy - Lizemores - Maysel - Mountain Home - O'Brion - Porter - Procious - Swandale - Valley Fork - Two Run - Wallback - Whetstone - Widen - Varneytown |